# Černilov
Černilov är en ort i Tjeckien.   Den ligger i regionen Hradec Králové, i den centrala delen av landet, 110 km öster om huvudstaden Prag. Černilov ligger 254 meter över havet och antalet invånare är 2 233.
Terrängen runt Černilov är platt. Runt Černilov är det ganska tätbefolkat, med 120 invånare per kvadratkilometer. Närmaste större samhälle är Hradec Králové, 8,7 km sydväst om Černilov. Trakten runt Černilov består till största delen av jordbruksmark.